# Gonzalo Valenzuela
Gonzalo 'Gon' Valenzuela Hölzel (ur. 26 stycznia 1978 w Santiago) – chilijski aktor, najlepiej znany z roli Gonzalo w chilijskim dramacie El Club (2015), także bokser.

## Życiorys
Urodził się w Santiago jako syn Mariany Hölzel i Gonzalo Valenzueli. Jego matka zmarła w 2001 roku, gdy miał 23 lata. Jego siostra Luz Francisca Valenzuela została Miss Chile 1996. Jego starszy brat przyrodni Fernando Prado (także aktor) zmarł 31 grudnia 1996 w wieku 28 lat w wyniku nieszczęśliwego wypadku w domu. 
Studiował aktorstwo pod kierunkiem Fernando Gonzáleza. Występował na scenie w przedstawieniach: Miss Patria (1999), Sinvergüenzas (2000-01) jako El Manguera, Edward II (2002) Christophera Marlowe'a w roli Lancastera w Centro Cultural 602, Splendid's (2004) jako Ritton w Centro Cultural Matucana 100 oraz Festen (2011) Thomasa Vinterberga jako Mikel.
Debiutował w telewizji Television Nacional de Chile. Potem występował w produkcjach Canal 13, a także w Argentynie. W 2013 roku rozpoczął współpracę z National Television of Chile. Został współzałożycielem Centro Cultural Mori w Santiago.
Spotykał się z Mariselą Santibáñez i Verónicą Soffią (2014). W latach 2003–2004 związany był z Ángelą Prieto. Z nieformalnego związku z Juaną Viale (2005-2015) miał trzech synów: Silvestre (ur. 23 stycznia 2008 w Santiago) i wcześniaka Ringo, który zmarł 25 maja 2011, i Alí'ego (ur. 16 marca 2012 w Buenos Aires). Od roku 2015 związał się z Maríą Gracią Omegną.

## Filmografia

### filmy fabularne
| Rok  | Tytuł                                               | Rola                 |
| ---- | --------------------------------------------------- | -------------------- |
| 2002 | Fragmentos urbanos                                  | Clemente             |
| 2003 | XS, la peor talla                                   | El "Máquina" Miranda |
| 2006 | W łóżku (En la cama)                                | Bruno                |
| 2007 | Normal con alas                                     | Bautista González    |
| 2009 | Perfidia                                            | Gus                  |
| 2009 | Nunca estuviste tan adorable (film krótkometrażowy) |                      |
| 2012 | Sól (Sal, film krótkometrażowy)                     | Héctor               |
| 2013 | Olvídame                                            |                      |
| 2013 | Todos Contentos                                     | Javi                 |
| 2015 | El Club                                             | Gonzalo              |

### produkcje telewizyjne
| Rok       | Tytuł                       | Rola                       | Uwagi        |
| --------- | --------------------------- | -------------------------- | ------------ |
| 2001      | Piel canela                 | Bruno Montenegro           |              |
| 2003      | Machos                      | Adán Mercader              |              |
| 2004      | Hippie                      | Cristóbal Plaza            |              |
| 2004      | Tentación                   | Adán Mercader              |              |
| 2005      | Podwójne życie (Doble vida) | Álex Casanova              |              |
| 2005      | El tiempo no para           | Ignacio Ferrari            |              |
| 2006      | Montecristo                 | Santiago Díaz              |              |
| 2007      | Lola                        | Diego Martínez             |              |
| 2008      | Mala Conducta               | Nataniel Bello             |              |
| 2009-10   | Botineras                   | Nino Paredes               |              |
| 2011      | Un año para recordar        | Mariano Ocampo             |              |
| 2012      | Soltera otra vez            | Santiago Schmidt           |              |
| 2012-13   | Sos mi hombre               | Alejo "Cheto" Correa       |              |
| 2013      | Socias                      | Álvaro Cárdenas            | protagonista |
| 2014      | No abras la puerta          | Juan Pablo Olavarría Jarpa | antagonista  |
| 2015-2016 | Papá a la deriva            | kapitan Bruno Montt        | protagonista |
| 2016      | Ámbar                       | Dany Marambio              |              |
| 2017      | Las Estrellas               | Manuel Eizaguirre          |              |